# French Open 1990
Wielkoszlemowy turniej tenisowy French Open w 1990 rozegrano w dniach 28 maja - 10 czerwca na kortach im. Rolanda Garrosa.

## Zwycięzcy

### Gra pojedyncza mężczyzn
Andrés Gómez (ECU) - Andre Agassi (USA) 6:3, 2:6, 6:4, 6:4

### Gra pojedyncza kobiet
Monica Seles (USA) - Steffi Graf (RFN) 7:6, 6:4

### Gra podwójna mężczyzn
Sergio Casal / Emilio Sánchez (ESP) - Goran Ivanišević (YUG) / Petr Korda (CS) 7:5, 6:3

### Gra podwójna kobiet
Jana Novotná / Helena Suková (CS) - Łarysa Neiland / Natalla Zwierawa (ZSRR) 6:4, 7:5

### Gra mieszana
Arantxa Sánchez Vicario (ESP) / Jorge Lozano (MEX) - Nicole Provis (AUS) / Danie Visser (RPA) 7:6 (5), 7:6 (8)

### Rozgrywki juniorskie
- chłopcy:

Andrea Gaudenzi (ITA) - Thomas Enqvist (SWE) 2:6, 7:6, 6:4 
- dziewczęta:

Magdalena Maleewa (BUL) - Tatiana Ignatiewa (ZSRR) 6:2, 6:3